# Aleksandr Amisulashvili
Aleksandr Amisulashvili (in georgiano ალექსანდრე ამისულაშვილი?; Telavi, 20 agosto 1982) è un ex calciatore georgiano, di ruolo difensore.

## Palmarès

### Club

#### Competizioni nazionali
- Campionato georgiano: 1

Dinamo Tbilisi: 2015-2016
- Coppa di Georgia: 1

Dinamo Tbilisi: 2015-2016